# Kanton Haute-Dordogne
 Haute-Dordogne  is een kanton van het Franse departement Corrèze. Het kanton maakt deel uit van de arrondissementen  Ussel (24) en  Tulle (2).

Het telt 10.066 inwoners in 2018.

Het kanton werd gevormd ingevolge het decreet van 24  februari 2014 met uitwerking op 22 maart 2015 met Bort-les-Orgues als hoofdplaats.

## Gemeenten
Het kanton Haute-Dordogne telde bij zijn oprichting 27  gemeenten.
Door de samenvoeging op 1 januari 2017 van de gemeenten Sarroux en Saint-Julien-près-Bort tot de fusiegemeente (commune nouvelle) Sarroux - Saint Julien omvat het kanton sindsdien volgende 26 gemeenten:
- Bort-les-Orgues
- Chirac-Bellevue
- Confolent-Port-Dieu
- Lamazière-Basse
- Latronche
- Liginiac
- Margerides
- Mestes
- Monestier-Port-Dieu
- Neuvic
- Palisse
- Roche-le-Peyroux
- Saint-Bonnet-près-Bort
- Saint-Étienne-aux-Clos
- Saint-Étienne-la-Geneste
- Saint-Exupéry-les-Roches
- Saint-Fréjoux
- Saint-Hilaire-Luc
- Saint-Pantaléon-de-Lapleau
- Saint-Victour
- Sainte-Marie-Lapanouze
- Sarroux - Saint Julien
- Sérandon
- Thalamy
- Valiergues
- Veyrières